# Kiemieszaucy
Kiemieszaucy (biał. Кемешаўцы; ros. Кемешевцы, Kiemieszewcy) – wieś na Białorusi, w obwodzie witebskim, w rejonie dokszyckim, w sielsowiecie Biarozki. W 2009 roku liczyła 11 mieszkańców.